# Caričin grad
Caričin grad (latinski: Justiniana Prima) je arheološki lokalitet jednog od najvećih i najznačajnijih bizantskih gradova u unutrašnjosti Balkana iz 6. stoljeća koji se nalazi na 7 km od Lebana i 30km od Leskovca. Podigao ga je veliki bizantski car Justinijan I. Veliki (527. – 565.), prema mnogim izvorima, u znak zahvalnosti svom rodnom kraju.
Caričin grad leži na blagim padinama koje se spuštaju od planine Radan ka leskovačkoj kotlini. Samo nalazište prostire se na platou od 42.000 km². Istraživanje ostataka grada započelo je 1912. godine i uz određene prekide traje sve do danas. Prvi istraživač grada bio je Vladimir Petković koji je otkrivši veličinu grada, ostatke mozaika i mnoštvo arhitektonske plastike, iznio prve hipoteze da se radi o Justinijani Primi.
Grad je bio važno crkveno, administrativno i vojno središte, te sjedište novoosnovane nadbiskupije Justiniane Prime koja je imala jurisdikciju nad sjevernim Ilirikom, čime je pravo Soluna ograničeno na južne dijelove provincije.
Bio je okružen zidinama, a pored vanjskih utvrđenja otkriveni su i unutrašnji bedemi koji grad dijele na tri dijela: Gornji, Srednji i Donji grad. Na najuzvišenijem mjestu u gradu izgrađena je Akropola, sjedište crkvene uprave okruženo snažnim zidinama, u čijem se središnjem dijelu ističe središnji kružni trg gdje se odvijao javni život grada.
Gradske ulice su popločane pravokutnim vapnenačkim pločama i bile su uokvirene pokrivenim trijemovima sa stupovima, na koje su se oslanjali lukovi arkada. Na Akropoli se nalazi kompleks biskupske palače (imala je podno grijanje koje se zagrevalo toplim zrakom, hipokaust), velika katedrala s tri apside, atrijom i krstionicom, koja spada u red najmonumentalnijih spomenika bizantske arhitekture na balkanskom poluotoku. U stambenom dijelu grada, blizu trga - foruma, otkopana je trobrodna bazilika s kriptom, u kojoj su pronađeni fragmenti podnog mozaika i fresaka. Jugoistočno od foruma bila je treća crkva, bazilika upisanog križa s atrijom. U predgrađu je otkopana dvojna bazilika i južno od nje peta bazilika, trobrodna s transeptom, narteksom i atrijom, te izvan gradskih zidina šesta crkva, trobrdna s otvorenim narteksom i atrijom. Sve ove crkve podignute su u 6. stoljeću.
Spomenici crkvene i svjetovne arhitekture po svojoj urbanističkoj postavci, po skupocjenim mozaičkim podovima i raznovrsnom dekorativnom plastikom u potpunosti odgovaraju Prokopijevom opisu Justiniane Prime.

## Vanjske poveznice
- Caricin-Grad na archeographe.net
- Ognjen Radulović, Kad Car nije cicija[neaktivna poveznica], Илустрована Политика, br. 2570., 19. travnja 2008. (srp.)
- 3-D animacija Caričinog grada

### Ostali projekti
|  | Zajednički poslužitelj ima još gradiva o temi Justiniana Prima |